# China Petrochemical Corporation
Die China Petrochemical Corporation (chinesisch: 中国石油化工集团公司) oder Sinopec Group ist das größte Ölraffinerie-, Gas- und Petrochemie-Konglomerat der Welt, das von SASAC für den Staatsrat der Volksrepublik China verwaltet wird. Der Hauptsitz befindet sich in Chaoyangmenwai in Peking, gegenüber dem Hauptsitz des ebenfalls staatlichen Ölkonzerns und Konkurrenten CNOOC Group. Die Sinopec Group belegte im Jahr 2020 den 2. Platz in der Fortune Global 500 Liste mit einem Umsatz von über 407 Milliarden US-Dollar. Gemessen am Umsatz ist es das zweitgrößte Unternehmen der Welt, nur hinter der amerikanischen Einzelhandelskette Walmart.

## Tochtergesellschaften
Die größte Tochtergesellschaft, die China Petroleum and Chemical Corporation Limited, gemeinhin als Sinopec Limited bezeichnet, ist an der Börse in Hongkong und an der Börse Shanghai notiert. In der Forbes Global 2000 Liste 2020 wurde Sinopec als 60. größtes öffentliches Unternehmen der Welt eingestuft.
Sinopec Ltd. ist an der Produktion verschiedener Erdölprodukte beteiligt, darunter Benzin, Diesel, Kerosin, Ethylen, synthetische Fasern, synthetischer Kautschuk, Kunstharze und chemische Düngemittel, zusätzlich zur Exploration von Erdöl und Erdgas innerhalb Chinas. Das Unternehmen produziert auch verschiedene Biokraftstoffe wie Biodiesel und grünen Düsentreibstoff aus Abfallpflanzenöl sowie Ethanol.